# Nazionale femminile di pallacanestro della Francia
La nazionale di pallacanestro femminile francese, selezione delle migliori giocatrici di nazionalità francese, viene gestita dalla FFBB, acronimo di Fédération Française de Basket-Ball, ai tornei internazionali di pallacanestro femminili per nazioni gestiti dalla FIBA.
Attualmente l'allenatore è Jean-Aimé Toupane.

## Storia
La squadra è soprannominata Les Bleues {The Blues}. Tuttavia, dopo il loro inaspettato trionfo all'EuroBasket del 2009, la squadra si è guadagnata il nome di Les Braqueuses (Le ladre) grazie al loro gioco spettacolare. La Francia è la nazione leader in termini di qualificazioni all'EuroBasket Women, assieme a quella italiana.

## Piazzamenti
Olimpiadi
- 2000 - 5º
- 2012 -  2º
- 2020 -  3º
- 2024 -  2º

Mondiali
- 1953 -  3º
- 1964 - 10º
- 1971 - 6º
- 1979 - 7º
- 1994 - 9º
- 2002 - 8º
- 2006 - 5º
- 2010 - 6º
- 2014 - 7º
- 2018 - 5º
- 2022 - 7º

Europei
- 1938 - 4º
- 1950 - 4º
- 1952 - 7º
- 1954 - 6º
- 1956 - 7º
- 1958 - 6º
- 1962 - 8º
- 1964 - 10º
- 1966 - 11º
- 1968 - 11º
- 1970 -  2º
- 1972 - 4º
- 1974 - 7º
- 1976 - 4º
- 1978 - 11º
- 1980 - 11º
- 1985 - 8º
- 1987 - 8º
- 1989 - 8º

- 1993 -  2º
- 1995 - 9º
- 1999 -  2º
- 2001 -  1º
- 2003 - 5º
- 2005 - 5º
- 2007 - 8º
- 2009 -  1º
- 2011 -  3º
- 2013 -  2º
- 2015 -  2º
- 2017 -  2º
- 2019 -  2º
- 2021 -  2º
- 2023 -  3º
- 2025 - 4º

Mediterranei
- 1991 -  2º
- 1993 - 5º
- 1997 -  3º
- 2005 - 6º

## Formazioni

### Olimpiadi
Pallacanestro ai Giochi della XXVII Olimpiade - Torneo femminile4 Savasta, 5 Le Dréan, 6 Melain, 7 Lawson, 8 Souvré, 9 Sauret, 10 Lesdema, 11 Vivenot, 12 Tonnerre, 13 Fijalkowski, 14 Moussard, 15 Antibe,        All. Alain Jardel
Pallacanestro ai Giochi della XXX Olimpiade - Torneo femminile4 Yacoubou, 5 Miyem, 6 Beikes, 7 Gruda, 8 Lawson-Wade, 9 Dumerc, 10 Lepron, 11 Gomis, 12 Laborde, 13 Godin, 14 Ndongue, 15 Digbeu,        All. Pierre Vincent
Pallacanestro ai Giochi della XXXI Olimpiade - Torneo femminile4 Yacoubou, 5 Miyem, 7 Gruda, 10 Michel, 11 Ayayi, 12 Skrela, 16 Ciak, 17 Johannès, 20 Bouderra, 21 Kamba, 22 Époupa, 25 Amant,        All. Valérie Garnier
Pallacanestro ai Giochi della XXXII Olimpiade - Torneo femminile4 Fauthoux, 5 Miyem, 6 Chartereau, 7 Gruda, 8 Ciak, 10 Michel, 11 Vukosavljević, 12 Rupert, 15 Williams, 23 Johannès, 39 Duchet, 93 Tchatchouang,        All. Valérie Garnier
Pallacanestro ai Giochi della XXXIII Olimpiade - Torneo femminile4 Fauthoux, 6 Chartereau, 10 Michel, 11 Vukosavljević, 12 Rupert, 13 Salaün, 14 Malonga, 15 Williams, 22 Badiane, 23 Johannès, 42 Lacan, 47 Bernies,        All. Jean-Aimé Toupane

### Mondiali
Campionato mondiale femminile di pallacanestro 19534 Marfaing, 5 Golhen, 6 Tavert, 7 Colchen, 8 Savelli, 9 Biny, 10 O. Roques, 11 Henry, 12 Neyraud, 13 Béjaud, 14 Seillier, 15 G. Roques,        All. Robert Busnel
Campionato mondiale femminile di pallacanestro 19644 Stephan, 5 Verots, 6 Delachet, 7 Cator, 8 Garzino, 9 Pierre, 10 Mazel, 11 Prugneau, 12 Guinchard, 13 Vignot, 14 Peter, 15 Robert,        All. Georgette Coste
Campionato mondiale femminile di pallacanestro 19714 Prugneau, 5 Quiblier, 6 Guidotti, 7 Dulac, 8 Delachet, 9 Passemard, 10 Chazalon, 11 Le Ray, 12 Guinchard, 13 Riffiod, 14 Peter, 15 Martin,        All. Joë Jaunay
Campionato mondiale femminile di pallacanestro 19794 Sallois, 5 Malfois, 6 Guidotti, 7 Delmarle, 8 Sarabia, 9 Joly, 10 Simonetti, 11 Galard, 12 Labille, 13 Riffiod, 14 Bosero, 15 Sainte-Croix,        All. Jean-Paul Cormy
Campionato mondiale femminile di pallacanestro 19944 Cissé, 5 Zago, 6 Fijalkowski, 7 Foucade, 8 Moussard, 9 Gomis, 10 Melain, 11 Santaniello, 12 Soussi, 13 Souvré, 14 Vivenot, 15 Force,        All. Paul Besson
Campionato mondiale femminile di pallacanestro 20024 Savasta, 5 Le Dréan, 6 Melain, 7 Lawson, 8 Souvré, 9 Sauret, 10 Lesdema, 11 Berthieu, 12 Tonnerre, 13 Dijon, 14 Moussard, 15 Antibe,        All. Alain Jardel
Campionato mondiale femminile di pallacanestro 20064 Beikes, 5 Le Dréan, 6 Dumerc, 7 Gruda, 8 Hermouet, 9 Sauret, 10 Lesdema, 11 Gomis, 12 Badé, 13 Dijon, 14 Ndongue, 15 Godin,        All. Alain Jardel
Campionato mondiale femminile di pallacanestro 20104 Lardy, 5 Miyem, 6 Lepron, 7 Amant, 8 Beikes, 9 Dumerc, 10 Digbeu, 11 Gomis, 12 Laborde, 13 Godin, 14 Ndongue, 15 Jannault,        All. Pierre Vincent
Campionato mondiale femminile di pallacanestro 20144 Lardy, 5 Miyem, 6 Tchatchouang, 7 Gruda, 8 Tanqueray, 9 Dumerc, 10 Căta-Chiţiga, 11 Gomis, 12 Amant, 13 Skrela, 14 Salagnac, 15 Ciak,        All. Valérie Garnier
Campionato mondiale femminile di pallacanestro 20180 Époupa, 5 Miyem, 7 Gruda, 8 Ciak, 10 Michel, 11 Ayayi, 12 Chartereau, 17 Johannès, 21 Badiane, 39 Duchet, 47 Bernies, 93 Tchatchouang,        All. Valérie Garnier
Campionato mondiale femminile di pallacanestro 20221 Berkani, 4 Fauthoux, 6 Chartereau, 10 Michel, 12 Rupert, 14 Tadić, 15 Williams, 16 Ciak, 22 Badiane, 28 Touré, 74 Paget, 97 Chéry,        All. Jean-Aimé Toupane

### Europei
Campionato europeo femminile di pallacanestro 1938Chabrel, Colin, Dusoulier, Garnier, Gravier, Lafiteau, Mangoumbel, Moreau, Pariente, Roy, All. Paul Geist
Campionato europeo femminile di pallacanestro 19503 Langlois, 4 Merle, 5 Boisset, 6 Bonfils, 7 Colchen, 8 Ballue, 9 Robert, 10 Savelli, 11 Henry, 12 Neyraud, 13 Béjaud, 14 Patru, 15 Tavert, 16 Sajous,        All. Robert Busnel
Campionato europeo femminile di pallacanestro 19523 Chambenoit, 4 Marfaing, 5 Golhen, 6 Biny, 7 Colchen, 8 Savelli, 9 Tavert, 10 Pezin, 11 Henry, 12 Neyraud, 13 Limousin, 14 Haessig, 15 Béjaud, 16 Nebot,        All. Robert Busnel
Campionato europeo femminile di pallacanestro 19543 Supt, 4 Marfaing, 5 Veleno, 6 Biny, 7 Colchen, 8 Savelli, 9 Tavert, 10 Mazel, 11 Huard, 12 Llobregat, 14 Haessig, 15 Béjaud, 16 Nebot,        All. Robert Busnel
Campionato europeo femminile di pallacanestro 19563 Supt, 4 Marfaing, 5 M. Cator, 6 Seillier, 7 Colchen, 8 J. Cator, 9 Tavert, 10 Mazel, 11 Henry, 12 Thomas, 13 Hermet, 14 Prugneau, 15 Pertus, 16 Delmas,        All. Robert Busnel
Campionato europeo femminile di pallacanestro 19583 G. Roques, 4 O. Roques, 5 Veleno, 6 Stephan, 7 Delmas, 8 Seillier, 9 Tavert, 10 Mazel, 11 Étienne, 12 Gaurand, 13 Hermet, 14 Ribot,        All. Georgette Coste
Campionato europeo femminile di pallacanestro 19624 Stephan, 5 Verots, 6 Rustichelli, 7 Garzino, 8 Thourot, 9 Monnerais, 10 Mazel, 11 Prugneau, 12 Saforge, 13 Vignot, 14 Cator, 15 Robert,        All. Georgette Coste
Campionato europeo femminile di pallacanestro 19644 Stephan, 5 Verots, 6 Chazalon, 7 Peter, 8 Monnerais, 9 Pierre, 10 Auxiètre, 11 Prugneau, 12 Guinchard, 13 Vignot, 14 Robert, 15 Martin,        All. Georgette Coste
Campionato europeo femminile di pallacanestro 19664 Stephan, 5 Verots, 6 Chevalier, 7 Cator, 8 Delachet, 9 Monnerais, 10 Chazalon, 11 Prugneau, 12 Guinchard, 13 Peter, 14 Passemard, 15 Robert,        All. Georgette Coste
Campionato europeo femminile di pallacanestro 19684 Stephan, 5 Dulac, 6 Guidotti, 7 Chevalier, 8 Delachet, 9 Passemard, 10 Chazalon, 11 D'Engremont, 12 Guinchard, 13 Riffiod, 14 Peter, 15 Martin,        All. Joë Jaunay
Campionato europeo femminile di pallacanestro 19704 Hemeryck, 5 Vallon, 6 Guidotti, 7 Dulac, 8 Delachet, 9 Passemard, 10 Chazalon, 11 D'Engremont, 12 Guinchard, 13 Riffiod, 14 Peter, 15 Martin,        All. Joë Jaunay
Campionato europeo femminile di pallacanestro 19724 Stephan, 5 Dulac, 6 Guidotti, 7 Delmarle, 8 Delachet, 9 Passemard, 10 Chazalon, 11 Le Ray, 12 Guinchard, 13 Riffiod, 14 Quiblier, 15 Hector,        All. Joë Jaunay
Campionato europeo femminile di pallacanestro 19744 Montigiani, 5 Fouquet, 6 Guidotti, 7 Delmarle, 8 Delachet, 9 Passemard, 10 Sallois, 11 Le Ray, 12 Fol, 13 Riffiod, 14 Quiblier, 15 Sinsoilliez,        All. Joë Jaunay
Campionato europeo femminile di pallacanestro 19764 Sallois, 5 Malfois, 6 Guidotti, 7 Delmarle, 8 Delachet, 9 Passemard, 10 Chazalon, 11 Le Ray, 12 Patan, 13 Riffiod, 14 Quiblier, 15 Dulac,        All. Joë Jaunay
Campionato europeo femminile di pallacanestro 19784 Sallois, 5 Malfois, 6 Guidotti, 7 Delmarle, 8 Sarabia, 9 Labille, 10 Joly, 11 Le Ray, 12 Maire, 13 Riffiod, 14 Quiblier, 15 Sainte-Croix,        All. Jean-Paul Cormy
Campionato europeo femminile di pallacanestro 19804 Maire, 5 Malfois, 7 Roudet, 8 Sarabia, 9 Ekambi, 10 Simonetti, 11 Isnard, 12 Labille, 13 Gorczewski, 14 Doumergue, 15 Sainte-Croix,        All. Jean-Paul Cormy
Campionato europeo femminile di pallacanestro 19854 Prud'Homme, 5 Campi, 6 Clezardin, 7 Désert, 8 Soussi, 9 Blanchet, 10 Étienne, 11 Amiaud, 12 Ekambi, 13 Scheffler, 14 Bosero, 15 Doumergue,        All. Jackie Delachet
Campionato europeo femminile di pallacanestro 19874 Prud'Homme, 5 Malfois, 6 Blaire, 7 Désert, 8 Santaniello, 9 Joly, 10 Étienne, 11 Soussi, 12 Ekambi, 13 Campi, 14 Ndiaye, 15 Doumergue,        All. Michel Bergeron
Campionato europeo femminile di pallacanestro 19894 Garnier, 5 Souvré, 6 Amiaud, 7 Soussi, 8 Laug, 9 Santaniello, 10 Étienne, 11 Ndiaye, 12 Ekambi, 13 Scheffler, 14 Campi, 15 Doumergue,        All. Paul Besson
Campionato europeo femminile di pallacanestro 19934 Cissé, 5 Weistroffer, 6 Zago, 7 Foucade, 8 Souvré, 9 Santaniello, 10 Force, 11 Vivenot, 12 Ekambi, 13 Fijalkowski, 14 Campi, 15 Moussard,        All. Paul Besson
Campionato europeo femminile di pallacanestro 19955 Dumas, 6 Zago, 7 Soussi, 8 Souvré, 9 Sauret, 10 Force, 11 Vivenot, 12 Kpokpoya, 13 Fijalkowski, 14 Lesdema, 15 Melain,        All. Paul Besson
Campionato europeo femminile di pallacanestro 19994 Boutet, 5 Le Dréan, 6 Melain, 7 Lawson, 8 Souvré, 9 Sauret, 10 Gomis, 11 Vivenot, 12 Moussard, 13 Fijalkowski, 14 Lesdema, 15 Antibe,        All. Alain Jardel
Campionato europeo femminile di pallacanestro 20014 Savasta, 5 Le Dréan, 6 Melain, 7 Lawson, 8 Souvré, 9 Sauret, 10 Lesdema, 11 Dijon, 12 Tonnerre, 13 Fijalkowski, 14 Moussard, 15 Antibe,        All. Alain Jardel
Campionato europeo femminile di pallacanestro 20034 Dumerc, 5 Le Dréan, 6 Melain, 7 Lawson-Wade, 8 Gomis, 9 Sauret, 10 Lesdema, 11 Ndongue, 12 Tonnerre, 13 Dijon, 14 Godin, 15 Antibe,        All. Alain Jardel
Campionato europeo femminile di pallacanestro 20054 Dumerc, 5 Le Dréan, 6 Melain, 7 Aubert, 8 Hermouet, 9 Sauret, 10 Lesdema, 11 Gomis, 12 Ndongue, 13 Dijon, 14 Godin, 15 Antibe,        All. Alain Jardel
Campionato europeo femminile di pallacanestro 20074 Beikes, 5 Le Dréan, 6 Dumerc, 7 Gruda, 8 Lawson-Wade, 9 Sauret, 10 Reghaissia, 11 Gomis, 12 Badé, 13 Dijon, 14 Ndongue, 15 Yacoubou,        All. Jacques Commères
Campionato europeo femminile di pallacanestro 20094 Yacoubou, 5 Miyem, 6 Melain, 7 Gruda, 8 Hermouet, 9 Dumerc, 10 Krawczyk, 11 Gomis, 12 Lepron, 13 Godin, 14 Ndongue, 15 Lardy,        All. Pierre Vincent
Campionato europeo femminile di pallacanestro 20114 Yacoubou, 5 Miyem, 6 Beikes, 7 Gruda, 8 Lawson-Wade, 9 Dumerc, 10 Digbeu, 11 Gomis, 12 Lepron, 13 Laborde, 14 Ndongue, 15 Bonnan,        All. Pierre Vincent
Campionato europeo femminile di pallacanestro 20134 Yacoubou, 5 Miyem, 6 Tchatchouang, 7 Gruda, 8 Lawson-Wade, 9 Dumerc, 10 Ayayi, 11 Gomis, 12 Amant, 13 Skrela, 14 Ndongue, 15 Lardy,        All. Pierre Vincent
Campionato europeo femminile di pallacanestro 20154 Yacoubou, 5 Miyem, 6 Tchatchouang, 7 Gruda, 8 Époupa, 9 Dumerc, 10 Michel, 11 Filip, 12 Skrela, 13 Ciak, 14 Salagnac, 15 Lardy,        All. Valérie Garnier
Campionato europeo femminile di pallacanestro 20170 Époupa, 5 Miyem, 8 Ciak, 9 Dumerc, 10 Michel, 11 Ayayi, 12 Skrela, 16 Minte, 17 Johannès, 18 Chartereau, 25 Amant, 93 Tchatchouang,        All. Valérie Garnier
Campionato europeo femminile di pallacanestro 20190 Époupa, 3 Bankolé, 4 Fauthoux, 5 Miyem, 6 Chartereau, 7 Gruda, 11 Ayayi, 12 Rupert, 14 Hartley, 17 Johannès, 21 Badiane, 88 Chevaugeon,        All. Valérie Garnier
Campionato europeo femminile di pallacanestro 20210 Époupa, 5 Miyem, 6 Chartereau, 7 Gruda, 8 Ciak, 10 Michel, 11 Vukosavljević, 12 Rupert, 15 Williams, 23 Johannès, 39 Duchet, 93 Tchatchouang,        All. Valérie Garnier
Campionato europeo femminile di pallacanestro 20232 Foppossi, 4 Fauthoux, 6 Chartereau, 7 Gruda, 10 Michel, 11 Vukosavljević, 12 Rupert, 13 Salaün, 22 Badiane, 28 Touré, 42 Lacan, 47 Bernies,        All. Jean-Aimé Toupane
Campionato europeo femminile di pallacanestro 20251 Brochant, 2 Foppossi, 11 Ayayi, 12 Rupert, 13 Salaün, 22 Badiane, 28 Touré, 32 Pouye, 33 Djaldi-Tabdi, 42 Lacan, 47 Bernies, 98 Astier,        All. Jean-Aimé Toupane

### Giochi del Mediterraneo
Pallacanestro femminile agli XI Giochi del MediterraneoBenintendi, Campi, Cissé, Ekambi, Fijalkowski, Force, Jeanne, Moussard, Santaniello, Soussi, Souvré, Vivenot, All. -
Pallacanestro femminile ai XII Giochi del MediterraneoCampi, Chevalier, Cissé, Ekambi, Fijalkowski, Force, Moussard, Santaniello, Souvré, Weistroffer, Vivenot, Zago, All. -
Pallacanestro femminile ai XIII Giochi del MediterraneoAntibe, Boutet, Francillette, Gisselbrecht, Jouandon, Lacroix, Lesdema, Le Dréan, Maignaut, Melain, Moussard, Souvré, All. -
Pallacanestro femminile ai XV Giochi del MediterraneoBadé, Beikes, Bonnan, Dijon, Gomis, Aubert, Lacroix, Palie, Reghaissia, Robert, Salagnac, Skrela, All. -

## Nazionali giovanili
- Selezioni giovanili della nazionale femminile di pallacanestro della Francia